# Hochwasserrückhaltebecken Lauenstein
Das Hochwasserrückhaltebecken Lauenstein (alte Bezeichnung Hochwasserrückhaltebecken Müglitztal) ist ein Rückhaltebecken im Freistaat Sachsen am Oberlauf der Müglitz. Es dient dem Hochwasserschutz im Müglitztal und hat 38,7 Millionen Euro gekostet.

## Lage
Das Rückhaltebecken befindet sich im Osterzgebirge. Unterhalb des Auslaufes befindet sich die Stadt Lauenstein. Im Stauraum des Beckens befinden sich die Verbindungsstraßen von Löwenhain und Fürstenwalde nach Lauenstein und nach Liebenau in Richtung Autobahnauffahrt Breitenau zur A 17.

## Absperrbauwerk
Das Absperrbauwerk ist ein Staudamm aus Steinschüttung mit einer Asphaltbeton-Innendichtung. Das Bauwerk wurde von 2002 bis 2006 in der Nähe von Lauenstein gebaut (Grundsteinlegung am 5. August 2002, Einweihung am 25. August 2006). Das gestaute Gewässer ist die Müglitz. Im Dauerbetrieb ist das Becken nur zu einem kleinen Teil mit 0,2 Mio. m³ Wasser gefüllt. Es hat dann eine Fläche von 4,5 ha. Zunächst war ein Staubecken mit einem halb so großen Inhalt geplant. Nach der Jahrhundertflut 2002 wurde umgeplant. Der Damm wurde nun 8,5 m höher und der Stauinhalt auf 5,19 Millionen Kubikmeter verdoppelt. Das Einzugsgebiet ist 38,1 km² groß. Der Steinschüttdamm besteht aus 1 Million Tonnen Gesteinsmaterial, ist 41,4 m hoch und 260 m breit. Die Vollstaufläche beträgt 38 ha.

## Bauarbeiten
Im Jahr 2004 waren die Bauarbeiten am Umleitungsstollen und die Straßenbauarbeiten abgeschlossen und es wurde mit der Schüttung des eigentlichen Dammes begonnen.

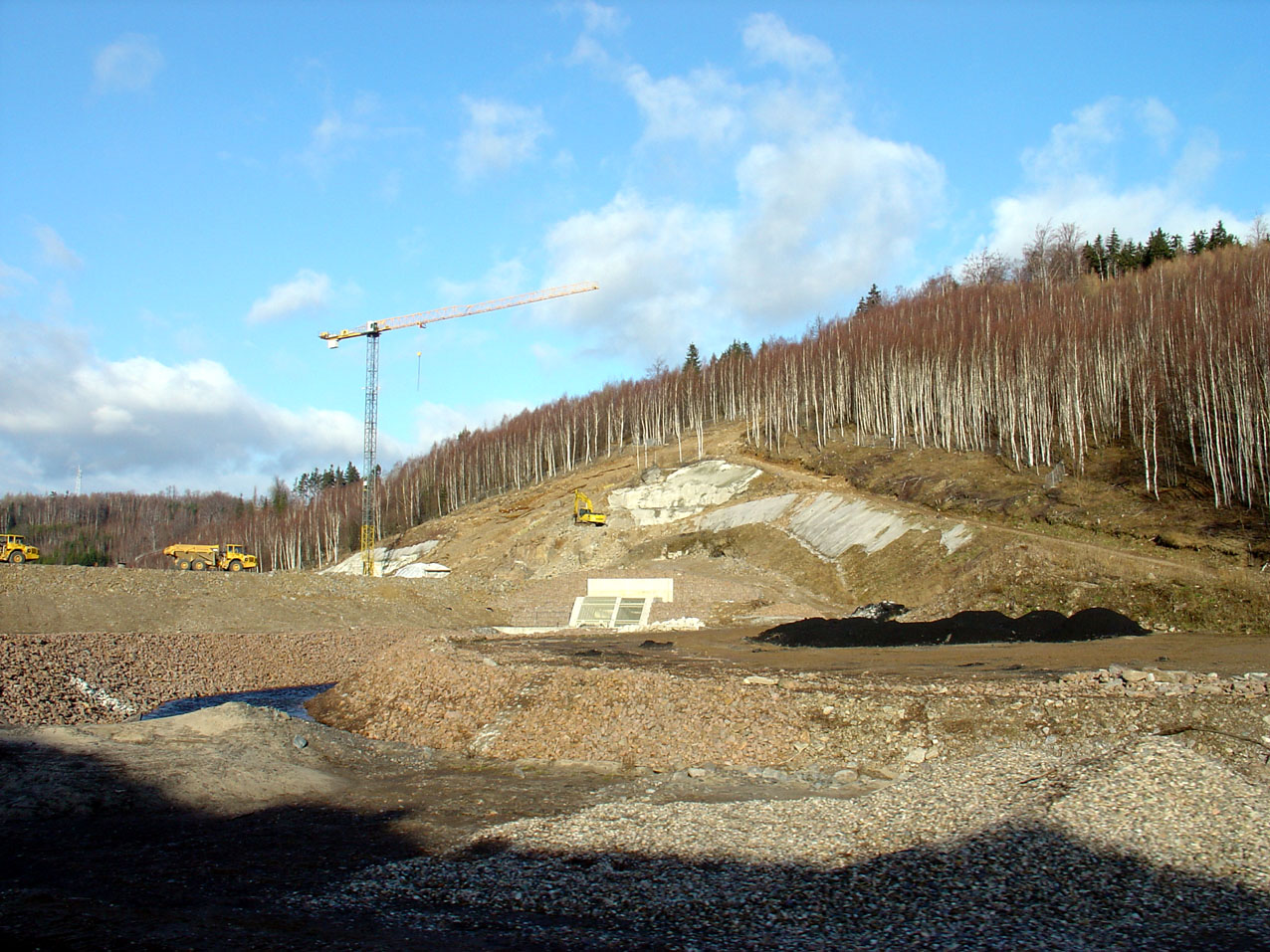
Bau des Dammes (13. Januar 2005)
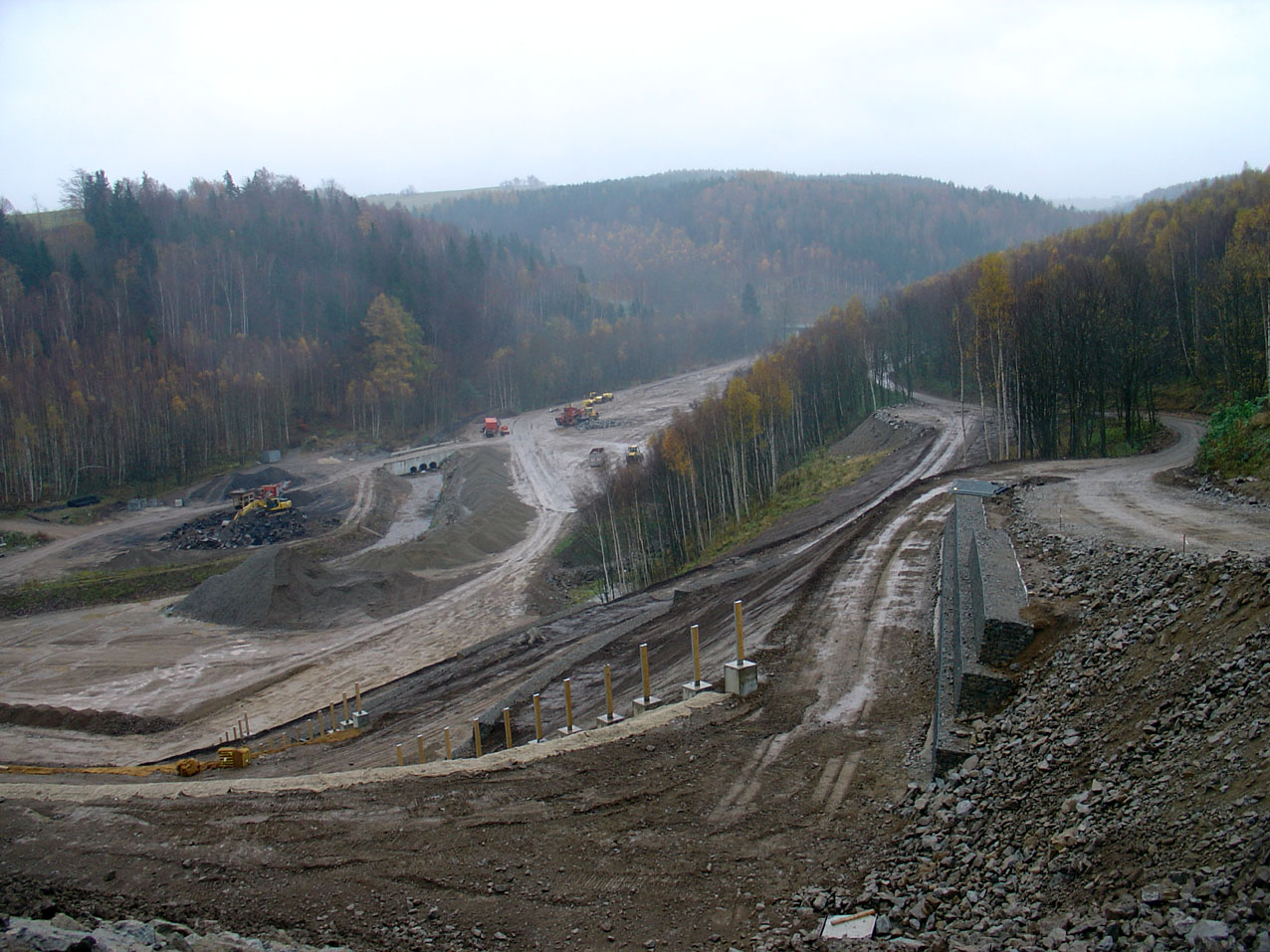
Bau des Rückhaltebeckens (5. November 2005)
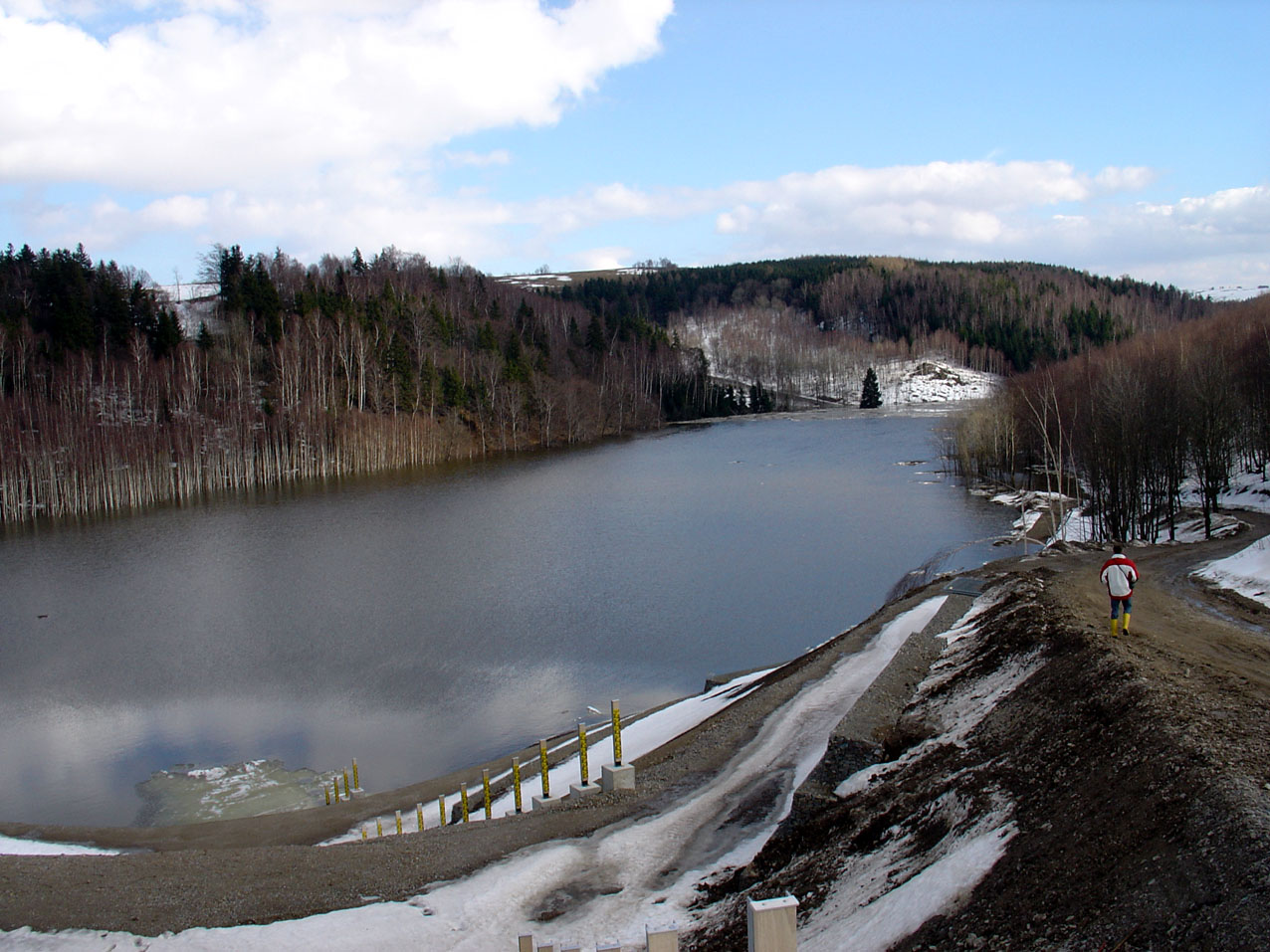
Teilgeflutetes Rückhaltebecken (29. März 2006)
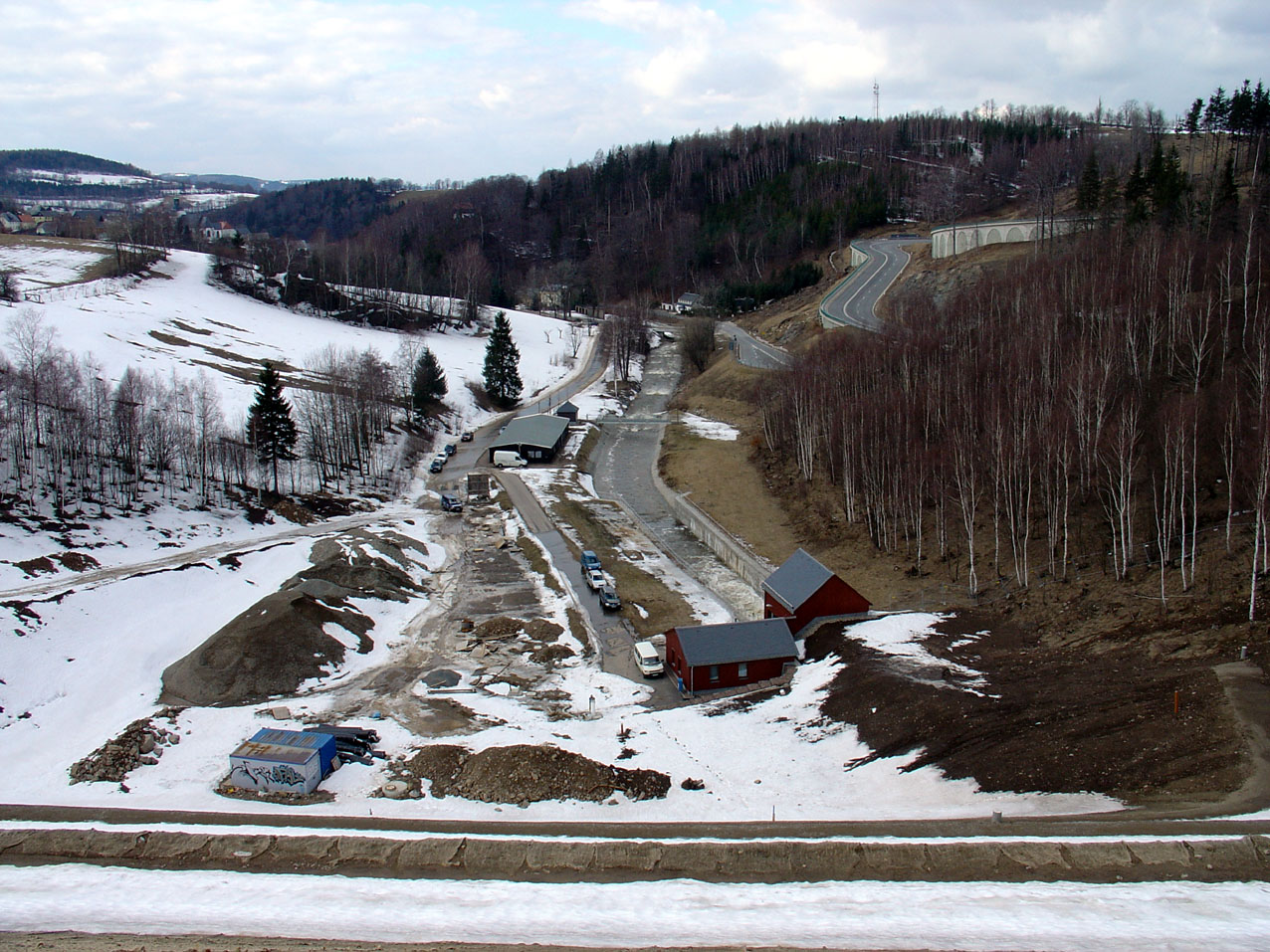
Blick von der Dammkrone ins Müglitztal (2. April 2006)

## Planungsgeschichte
Bereits am 10. Juli 1901 fasste das Königlich Sächsische Finanzministerium auf Grund des schweren Hochwassers von 1897 den Beschluss „Nr. 263 Wasserbau - Reg.“ zur Eingabe an das Ministerium des Inneren, ob es technisch möglich ist, im Müglitztal Talsperren zu errichten.
1936/37 erfolgten weitere Planungen einer Stauanlage aus Bruchsteinmauerwerk nahe Lauenstein. Dieser Damm sollte eine Höhe von 23 Metern erreichen. Die beiden Entlastungsrohre sollten sich in der Mitte des Bauwerkes auf Erdbodenhöhe (509 m) befinden.
In den 1970er Jahren versuchte man erneut, einen Damm zu bauen. Hauptsächlich war dieser zur Trinkwasserversorgung von Dresden gedacht. Ein Steinbruch nahe Fürstenwalde wurde eröffnet und große Waldstücke wurden abgeholzt. In Löwenhain sollten die Häuser bis zum Abzweig Fürstenau weggerissen werden, in Fürstenwalde die Häuser bis zur Bäckerei.
Nach dem Oderhochwasser 1997 beschloss die sächsische Regierung den Bau eines Hochwasserrückhaltebeckens. Es dauerte aber bis 2002, dass der Bau tatsächlich begann. Die Bauarbeiten wurden nach dem Augusthochwasser 2002 gestoppt, weil man erkannte, dass der Stauraum zu klein gewesen wäre. Man entschloss sich nun zum Bau eines doppelt so großen Beckens, so wie es danach tatsächlich auch gebaut wurde.